# Doki Doki Penguin Land
Doki Doki Penguin Land (どきどきペンギンランド Doki Doki Penguin Rando?) es un videojuego de arcade que fue lanzado en enero de 1986 en Japón, fue desarrollado por Sega y publicado por Pony Canyon. En 2001 fue lanzado para teléfonos móviles en Japón y en América llamada Penguin Love en 2003.
- Datos: Q5288735